# Boiga ochracea
Boiga ochracea este o specie de șerpi din genul Boiga, familia Colubridae, descrisă de Günther 1868.

## Subspecii
Această specie cuprinde următoarele subspecii:
- B. o. ochracea
- B. o. stoliczkae
- B. o. walli